# Boarmia delosticha
Boarmia delosticha là một loài bướm đêm trong họ Geometridae.